# 上田修
上田 修（うえだ おさむ、1950年 - ）は、日本の社会学者、社会運動家。桃山学院大学社会学部教授。

## 主張の変遷
- 組合ニュース40号(2016年5月9日)

「もし理事会が教育学部は桃山学院にとって必要不可欠であると確信しているのであれば、別大学──例えば桃山教育大学──を設立すべきです。別大学であれば、大学部門として待遇の違いは問題にできません－もっとも労働組合の立場からいえば、同一法人下での著しい処遇格差を看過することはできませんが－。また別大学であれば、収支も 独立に算出され、経営責任も明確になります。また私たちも大学として反対することは できません。どうしても作りたいというのであれば、どうか別の大学として作っていただきたいものです。」
- 組合ニュース45号(2016年7月9日)

「私たちはC・D案に対しては絶対反対であり、資産評価や事業評価（いわゆるデューデリ）をすれば、このような案が実行不能であることはすぐに明らかになると思っています。」※「C」案とは、40号でいう別大学の設立のことを指す。
ちなみに桃山学院における「（教育学部のみの）別大学」については、彼の主張とは経緯を異にするものの2018年に「桃山学院教育大学」として実現することになった。

## 論文
- >上田修